# Philippe Chalumeau
Pour les articles homonymes, voir Chalumeau.
Philippe Chalumeau, né le 8 novembre 1963 à Rochefort-sur-Mer (France) est un homme politique français. Médecin généraliste de formation, il s'engage en 1998 au Parti socialiste. Élu conseiller municipal de la ville de Tours en 2009, il fonde En Marche ! en Touraine en avril 2016.
Il est le député élu dans la première circonscription d'Indre-et-Loire lors des élections législatives françaises de 2017, sous l'étiquette La République en marche. Il est membre à l'Assemblée nationale de la Commission de la défense nationale et des forces armées au sein de laquelle il exerce la fonction de coordinateur des députés LREM.
En septembre 2020, il devient membre de la commission des Affaires sociales de l’Assemblée nationale.

## Biographie

### Famille et études
Philippe Chalumeau naît le 8 novembre 1963 à Rochefort-sur-Mer d’un père major dans l’Armée de l’air et médaillé militaire et d’une mère ayant fait carrière au sein d’EDF.
Troisième d’une fratrie de 4 enfants, il obtient son baccalauréat série D en 1985 avant de s’orienter vers des études de médecine. 
Il achève en 1994 son cursus universitaire en médecine par la soutenance d’une thèse en médecine générale (mention très bien avec félicitations du jury sur le sujet de traitement antalgique de la lombalgie chronique par les antidépresseurs tricycliques) avant d’enrichir sa formation par un DESS économie et gestion des systèmes de santé en Sorbonne.

### Carrière professionnelle
À la suite de ses études, Philippe Chalumeau s'installe comme médecin généraliste à Chambray-lès-Tours (Indre-et-Loire). En 2002, il devient membre de la Commission médicale des permis de conduire d'Indre-et-Loire et médecin coordinateur en EHPAD depuis juin 2009.

## Engagement politique
Philippe Chalumeau adhère en 1998 au Parti socialiste. Il est élu secrétaire de la section de Tours Centre en 2011[réf. nécessaire]. Il est élu conseiller municipal à Tours de 2009 à 2014, lors du dernier mandat de Jean Germain, dont il est proche. Il exerce le mandat de conseiller municipal délégué aux affaires sanitaires, à la politique de la ville et aux sports-collectifs[réf. souhaitée].
Il quitte le Parti socialiste en 2016 et rejoint le mouvement d'Emmanuel Macron la même année.

### Engagement au sein de La République en marche
Il remporte l'élection législatives de 2017 sous l'étiquette La République en marche, opposé au second tour au député socialiste sortant Jean-Patrick Gille.

### Député de la1recirconscription d'Indre-et-Loire
Lors de l'installation de la XVe législature au palais Bourbon, Philippe Chalumeau intègre la commission de la Défense nationale et des Forces armées. Il est désigné « whip » de la commission par le groupe La République en Marche!, c'est-à-dire qu'il est chargé d'assurer la coordination et la répartition des travaux de la commission entre les députés de la majorité.
Philippe Chalumeau a mis en place à Tours, avec le docteur Paul Phu puis d’autres partenaires, un centre d’accueil et d’orientation des femmes victimes de violences sexuelles et sexistes.
En juillet 2019, à l'occasion de la remise en jeu des postes au sein de la majorité, il se porte candidat à la présidence de la commission de la Défense et des Forces armées.
Courant 2020, il rejoint le parti En commun, s'inscrivant ainsi dans le courant social-écologiste de la majorité présidentielle.
Candidat à sa réélection à l'occasion des élections législatives de 2022, il est battu par Charles Fournier, vice-président EÉLV de la région Centre-Val de Loire investi par la NUPES, ne recueillant que 46,49 % des suffrages exprimés.